# Саввин, Витт Николаевич
Витт Николаевич Саввин (4 [16] декабря 1874, Кондрово, Калужская губерния — 1933, Челябинск, Уральская область) — учёный-медик, государственный деятель. Член конституционно-демократической партии (с 1917). Ректор Томского университета (1922—1929).

## Биография
Сын чиновника. В 1898 году с отличием окончил медицинский факультет Московского университета. По окончании сотрудничал в Московском университете и в медицинских учреждениях Москвы. Доктор медицины (1903).
С 1909 года работал в Томском университете, экстраординарный, с 1912 года — ординарный профессор. В 1916 году — декан медицинского факультета. С мая 1918 исполнял обязанности ректора Томского университета, в 1922—1929 — ректор Университета.
Один из инициаторов открытия в Томске Высших женских курсов (1910), преподавал на курсах, в 1912 году — директор Курсов.
Статский советник (1912).
С 7 сентября 1918 года — помощник управляющего Министерством народного просвещения Временного Сибирского правительства с оставлением в должности ординарного профессора. С 2 мая 1919 — товарищ министра народного просвещения в Правительстве Колчака.
Вместе с М. Г. Курловым возглавлял коллегию и Сибирский учёный медицинский совет Сибздрава при Сибревкоме.
В 1920-е годы в Томском университете проводил большую работу по организации подготовки кадров высшей квалификации на местах. Активно претворял в жизнь постановление СНК РСФСР от 1 января 1924 года об установлении двойных окладов содержания научным работникам Сибири в развитие правил о преимуществах по службе в отдаленных местностях. В 1925 году сумел добиться вывода из помещений университетских клиник партшколы. Инициатор открытия курсов усовершенствования врачей при медицинском факультете ТГУ. Добивался обеспечения студентов медицинской помощью, льготного снабжения учебниками, увеличения числа выделяемых студентам стипендий. Инициатор организации студенческого клуба.
Были пересмотрены учебные планы, сокращён срок обучения в ТГУ (от 3—3,5 до 4—5 лет), внедрён комбинированный метод преподавания, сочетающий чтение лекций с оказанием практической медицинской помощи населению. Количество пациентов, ежегодно проходивших через амбулатории медицинского факультета, превышало 50 тысяч, около 3 тысяч из них находились на стационарном лечении, производилось до 3 тысяч операций. С 1921 по 1927 год медицинский факультет ТГУ окончило более 1700 человек.
Входил в редакцию отдела «Социальные болезни» «Сибирского медицинского журнала». В декабре 1926 года принял участие в работе Сибирского краевого научно-исследовательского съезда в Новосибирске. В 1929 году выезжал на 3 месяца за границу с научной целью и для лечения.
В 1930 году переехал в Челябинск, где возглавил строительство больничного городка при «Челябтракторстрое».
Участвовал в ликвидации эпидемии сыпного тифа в Челябинском районе в 1932—1933 годах. Скоропостижно скончался, заразившись тифом.

## Научный вклад В. Н. Саввина
Саввин — автор около 30 работ по топографической анатомии и клинической хирургии. В 1917 г. вышла его монография «Очерки военно-полевой хирургии: Ранения кровеносных сосудов», в которой обобщены 120 случаев ранения кровеносных сосудов при боевых действиях во время Первой мировой войны.
Внес заметный вклад в развитие медицины и здравоохранения в Сибири. Летом 1922 года выезжал на курорт Карачи в качестве эксперта-хирурга.

## Семья
Жена — Анна Александровна (р. 1875 г.). Дети: Борис (р. 1907 г.) учился в Томском музейном техникуме, Сибирском технологическом институте, затем в Ленинградской консерватории по классу фортепиано; Витт (р. 1910 г.) учился на геолого-географическом отделении физико-математического факультета ТГУ, затем на строительном факультете Сибирского технологического института. Позднее работал на авиационном предприятии в городе Жуковский; Глеб (р. 1912 г.) учился на геолого-географическом отделении физико-математического факультета ТГУ, затем окончил Гнесинское училище и пел в Государственном русском хоре СССР под руководством А. В. Свешникова.

## Награды
- орден Святого Владимира IV степени (1915 г.),
- орден Святой Анны II степени (1910 г.),
- орден Святого Станислава II степени (1905 г.),
- орден Святой Анны III степени,
- медаль в память 300-летия царствования Дома Романовых,
- знак Красного Креста.